# 卡斯塔利亞 (愛荷華州)
卡斯塔利亞（英語：Castalia）是一個位於美國愛荷華州溫納希克縣的城市。

## 地理
卡斯塔利亞的座標為43°06′44″N 91°40′38″W / 43.11222°N 91.67722°W，而該地的平均海拔高度為380米（即1247英尺）。

## 人口
根據2010年美國人口普查的數據，卡斯塔利亞的面積為1.50平方千米，當中陸地面積為1.50平方千米，而水域面積為0.00平方千米。當地共有人口173人，而人口密度為每平方千米115人。